# Polynema sieboldi
Polynema sieboldi är en stekelart som beskrevs av Girault 1912. Polynema sieboldi ingår i släktet Polynema och familjen dvärgsteklar. Inga underarter finns listade i Catalogue of Life.